# Hemiarius dioctes
Hemiarius dioctes es una especie de pez de la familia Ariidae en el orden de los Siluriformes.

## Morfología
- Los machos pueden llegar alcanzar los 120 cm de longitud total y los 19 kg de peso.[1]

## Distribución geográfica
Se encuentra en Australia y al sur de Nueva Guinea.